# Hálózati híd
A hálózati híd (angolul network bridge) hálózati szegmenseket tud összekötni az OSI modell Adatkapcsolati réteg szintjén. Ethernet hálózatokban pontosan azokat az eszközöket nevezzük hídnak, amelyek megfelelnek IEEE 802.1D szabványnak.

## A híd és a router közötti különbség
Bár mindkét eszköz számítógép-hálózatokat kapcsol össze, más módon teszik azt. A hálózati híd az OSI modell második, tehát az Adatkapcsolati rétegében operál, míg a router az OSI modell 3. más szóval a hálózati rétegében tevékenykedik. Ez azt jelenti, hogy a híd a hardveres MAC-cím alapján irányítja a kereteket, a router pedig a szoftveresen hozzárendelt IP-címek alapján. Ennek egyik következménye, hogy a hidak nem tudnak különbséget tenni alhálózatok között, a routerek viszont igen.
Számítógép-hálózatok tervezésekor dönthetünk úgy is, hogy az egyes szegmenseket hidakkal kapcsoljuk össze, s ezáltal egy nagy hálózatot hozunk létre, viszont a szegmenseket routerekkel is összeköthetjük, s így azok külön-külön alhálózatok lesznek. Ha egy gépet át kell helyezni egyik szegmensből a másikba, akkor a routeres megoldás esetén új IP-címet kell hozzárendelni, viszont a hidas megoldásnál nem kell semmit újrakonfigurálni.

## Platformspecifikus
- A Windows XP-s Network Bridge leírása angol nyelven itt található.
- A Linux hálózati híd dokumentációja angol nyelven a Linux networking wiki alatt található itt.